# Sanremo Young
Sanremo Young war eine italienische Castingshow für Jugendliche, die 2018 und 2019 im Ariston-Theater in Sanremo stattfand und von Antonella Clerici moderiert wurde. Sie wurde vom öffentlich-rechtlichen Rundfunk Rai veranstaltet und auf Rai 1 ausgestrahlt.

## Geschichte
Die Idee von Sanremo Young war es, im Anschluss an das alljährliche Sanremo-Festival eine Gruppe jugendlicher Kandidaten zwischen 14 und 17 Jahren im Lauf der Show Lieder aus der langen Geschichte des Festivals (sowohl Wettbewerbsbeiträge als auch Beiträge von Gästen) interpretieren zu lassen. Moderatorin Antonella Clerici hatte zuvor bereits ähnliche Formate wie Ti lascio una canzone sowie das Sanremo-Festival 2005 moderiert. Die Auftritte der Kandidaten wurden vom Sanremo Young Orchestra begleitet, das sich aus jungen Musikern zwischen 18 und 25 Jahren zusammensetzte, unter der Leitung von Diego Basso.
Siegerin der ersten Ausgabe war Elena Manuele mit einem Abstimmungsergebnis von 60,95 %, die zweite Ausgabe gewann Tecla Insolia mit 50,09 %.

## Format
Die Show erstreckte sich über fünf Sendungen im Wochenrhythmus. Die Auftritte der Kandidaten wurden jeweils von der Academy genannten zehnköpfigen Jury bewertet. Die Bewertung der Jury wurde mit den Ergebnissen des Televotings zusammengerechnet. In jeder Sendung trat zusätzlich ein nicht stimmberechtigter Gastjuror in Erscheinung. Am Ende der ersten drei Sendungen wurden jeweils die vier (ausscheidegefährdeten) Wackelkandidaten markiert; in der vierten Sendung waren nur noch die letzten drei gefährdet. Mit der Stimme des Orchesters konnte ein Kandidat einen Platz in der vorläufigen Rangliste aufsteigen, ebenso durch eine interne Abstimmung der Kandidaten selbst. Im Finale, genannt Showdown, konnte der Gastjuror je zwei gefährdete Kandidaten aus den ersten drei Sendungen und einen aus der vierten „retten“, wodurch die sieben verbliebenen Wackelkandidaten ausschieden.
In der zweiten Ausgabe stieg die Anzahl der Kandidaten von zwölf auf 20. Außerdem erhielt die Siegerin die Möglichkeit, in der Newcomer-Kategorie des Sanremo-Festivals des Folgejahres teilzunehmen.

## Ausgaben
| Jahr | Zeitraum               | Sendungen | Moderation        | Regie          | Kandidaten | Sieger        |
| ---- | ---------------------- | --------- | ----------------- | -------------- | ---------- | ------------- |
| 2018 | 16. Februar – 16. März | 5         | Antonella Clerici | Duccio Forzano | 12         | Elena Manuele |
| 2019 | 15. Februar – 15. März | 5         | Antonella Clerici | Duccio Forzano | 20         | Tecla Insolia |

## Jury
| Juror              | Ausgabe | Ausgabe |
| Juror              | 1       | 2       |
| ------------------ | ------- | ------- |
| Angelo Baiguini    |         |         |
| Baby K             |         |         |
| Rocco Hunt         |         |         |
| Cristina D’Avena   |         |         |
| Elisabetta Canalis |         |         |
| Iva Zanicchi       |         |         |
| Mara Maionchi      |         |         |
| Marco Masini       |         |         |
| Mietta             |         |         |
| Ricchi e Poveri    |         |         |
| Amanda Lear        |         |         |
| Belén Rodríguez    |         |         |
| Enrico Ruggeri     |         |         |
| Giovanni Vernia    |         |         |
| Maurizio Vandelli  |         |         |
| Noemi              |         |         |
| Rita Pavone        |         |         |
| Shel Shapiro       |         |         |

## Belege
1. ↑  Sonia Montrella: Chi saranno i protagonisti di “Sanremo Young”. Agi, 13. Februar 2018, abgerufen am 1. November 2019.
2. ↑  Giulio Gavino: Tutto pronto per il teen talent della Clerici post Festival di Sanremo. In: LaStampa.it. 11. Februar 2018, abgerufen am 1. November 2019 (italienisch).
3. ↑  Sanremo Young Orchestra. Maestro Diego Basso, abgerufen am 1. November 2019 (italienisch).
4. ↑  Marco Salaris: Sanremo Young, la vincitrice è Elena Manuele. In: TVblog.it. 16. März 2018, archiviert vom Original (nicht mehr online verfügbar) am 1. November 2019; abgerufen am 1. November 2019 (italienisch).  Info: Der Archivlink wurde automatisch eingesetzt und noch nicht geprüft. Bitte prüfe Original- und Archivlink gemäß Anleitung und entferne dann diesen Hinweis.
5. ↑  Lorenzo Di Palma: Sanremo Young 2019: la vincitrice è Tecla Insolia. In: Sorrisi.com. 16. März 2019, abgerufen am 1. November 2019 (italienisch).
6. ↑  Tecla Insolia vince Sanremo Young al fotofinish: avrà un posto a Sanremo Giovani. In: Repubblica.it. 16. März 2019, abgerufen am 1. November 2019 (italienisch).